# Мшана Долна
Мшана Долна (пољ. Mszana Dolna) је град у Пољској у Војводству Малопољском у Повјату лимановском. Према попису становништва из 2011. у граду је живело 7.792 становника.

## Становништво
Према прелиминарним подацима са пописа, у граду је 2011. живело 7.792 становника.
| 2002. | 2011. | 2012. |
| ----- | ----- | ----- |
| 7.326 | 7.792 | 7.876 |